# حبقوق 2
قالب:Bible chapterقالب:Bible chapter

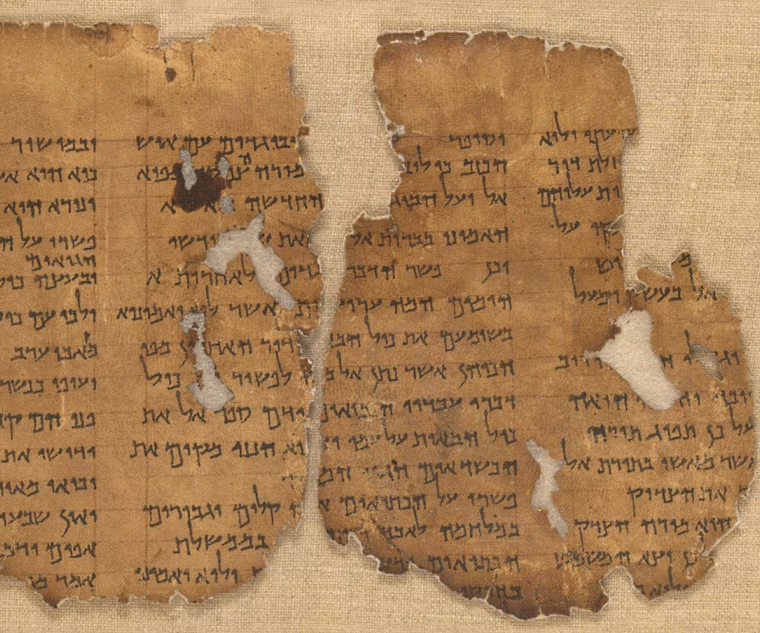

حبقوق 2 هو الإصحاح الثاني من كتاب حبقوق في الكتاب المقدس العبري أو العهد القديم للكتاب المقدس.  يحتوي هذا الكتاب على النبوءات المنسوبة إلى النبي حبقوق، وهو جزء من كتاب الأنبياء الاثني عشر الصغار.  يرى مارفن سويني أنها «تقرير عن حوار بين النبي ويهوه الاله» حول مصير امة يهوذا،  علماء الكتاب المقدس، مثل FF Bruce ، يسمونه «وحي حبقوق». 

## نص
النص الأصلي مكتوب باللغة العبرية. هذا الفصل مقسم إلى 20 آية.

### نصوص قديمة
تم العثور على بعض المخطوطات الاقدم التي تحتوي على الكتاب باللغة العبرية بين مخطوطات البحر الميت، أي <b id="mwJg">1QpHab</b> ، والمعروفة باسم «شرح حبقوق» (النصف الثاني من القرن الأول قبل الميلاد)،  وتقليد النص الماسوري، والتي تشمل Codex -Cairensis)، ومخطوطة بطرسبرغ للأنبياء (895-916م.)، و مخطوطة حلب (القرن العاشر)، وCodex Leningradensis (1008).  وعثروا على قطع تحتوي على أجزاء من هذا الفصل بالعبرية بين مخطوطات البحر الميت، بما في ذلك 4Q82 (4QXII g ؛ 25 قبل الميلاد) مع الآيات المتبقية    وقطع في وادي مربعات للانبياء الاصغر (Mur88 ؛ MurXIIProph ؛ 75-100 م) مع الآيات الباقية 2-3، 5-11، 18-20. 
هناك أيضًا ترجمة إلى اللغة اليونانية العامية للقرن الاول كوينية Koine المعروفة باسم الترجمة السبعينية، تمت في القرون القليلة الماضية قبل الميلاد. تشمل المخطوطات القديمة الموجودة في النسخة السبعينية Codex Vaticanus (B ؛ {\displaystyle {\mathfrak {G}}} ب ؛ القرن الرابع)، Codex Sinaiticus (S ؛ BHK : {\displaystyle {\mathfrak {G}}} S ؛ القرن الرابع)، الدستور الغذائي الكسندرينوس (ا ؛ {\displaystyle {\mathfrak {G}}} أ ؛ القرن الخامس) و Codex Marchalianus (Q ؛ {\displaystyle {\mathfrak {G}}} س ؛ القرن السادس).  العثور على أجزاء تحتوي على أجزاء من هذا الفصل باللغة اليونانية بين مخطوطات البحر الميت، أي Naḥal Ḥever 8Ḥev1 (8ḤevXII <sup id="mwVg">gr</sup>)؛ أواخر القرن الأول قبل الميلاد) مع الآيات الموجودة 1-8، 13-20.  
لأن الرؤية ما زالت للوقت معين.
لكنها في النهاية ستتكلم ولن تكذب.
على الرغم من أنها تتباطأ، انتظرها؛
لأنه ستأتي اتيانا، ولا تتاخر
مقتبس في عبرانيين 10:37. 

## الآية 4
هوذا نفسه المرتفعة ليست مستقيمة فيه.
اما البار فيحيا بايمانه. 
- «ولكن فقط بالايمان يحيا له» ترجم من العبرية (التي تتكون من ثلاث كلمات في المخطوطات الماسورتيه) וצדיק באמונתו יחיה (الترجمة: نحن-TZA الديك يكون-مو ه نا ليه يه-). [14] هذا الجزء مقتبس في ثلاث آيات من العهد الجديد: رومية 1:17، غلاطية 3:11، وعبرانيين 10:38.[15] في رومية وغلاطية، يوسع بولس مفهوم حبقوق الأصلي للحياة الصالحة في الوقت الحاضر إلى حياة مستقبلية، [16] بينما في الرسالة إلى العبرانيين، ترتبط رؤيا حبقوق بالمسيح وتستخدم لتعزية الكنيسة خلال فترة الاضطهاد. [17] هذه الرسائل الثلاث «الكتب العقائدية الثلاثة العظيمة في العهد الجديد»، ويشكل بيان حبقوق بشأن الإيمان العمود الفقري لكل كتاب. [18]

## الآية 20
ولكن الرب في هيكل قدسه.
تصمت قدامه كل الأرض. 
الترنيمة المسيحية " الرب في هيكله المقدس "، التي كتبها ويليام ج. كيركباتريك عام 1900، ترتكز على هذه الآية. 